# Avalon (Kalifornien)
Avalon, oder Avalon Bay, ist eine US-amerikanische Stadt auf Santa Catalina Island im Los Angeles County, Kalifornien. Neben Avalon, dem Zentrum der Bevölkerung auf Santa Catalina Island, befindet sich noch die kleine Stadt Two Harbors auf der Insel. Das U.S. Census Bureau hat bei der Volkszählung 2020 eine Einwohnerzahl von 3.460 ermittelt.
Die älteren Teile der Stadt näher der Küste sind geprägt von kleinen Häusern und zwei und drei Stockwerke hohen Gebäuden in verschiedenen traditionellen architektonischen Stilen. Es gibt auch mehrere große Apartment-Komplexe, eingebettet in die Hügel entfernt von der Küste.

## Die Stadt
Avalon ist eine ländliche Stadt am Wasser mit den üblichen tourismusorientierten Unternehmen und Dienstleistungen entlang der Küste. Neben der Stadt selbst sind sein historisches Avalon Theater- und Lichtspielhaus (heute Kino) und der darüber gelegene runde Ballsaal im 1929 vollendeten Art-déco-Gebäude des sogenannten Catalina Casinos bekannt, ebenso das im Sommer 2016 von dort in das neue Ada Blanche Wrigley Schreiner Building in der Metropole Avenue umgezogene Catalina Island Museum. Verschiedene Wanderwege in den Hügeln um die Stadt, das Wrigley Memorial und ein botanischer Garten vor den Toren der Stadt in den Hügeln im Südwesten sind weitere touristische Anziehungspunkte.

## Geographie
Avalon ist aufgrund seiner Lage auf Catalina Island die südlichste Stadt im Los Angeles County.

## Klima
Avalon hat ein sehr mildes subtropisches Klima mit warmen Temperaturen das ganze Jahr über.

## Verkehr

### Verkehr zum Festland
Die Stadt ist mehrmals täglich mit schnellen Personenfähren von Newport Beach (Catalina Flyer), San Pedro, Long Beach, Marina del Rey, und Dana Point erreichbar. Catalina Airport, auch bekannt als airport in the sky, befindet sich im Zentrum der Insel und sieben Meilen (elf Kilometer) nordwestlich von Avalon. Es gibt auch mehrere Hubschrauberluftfahrtunternehmen, mit denen die Insel erreichbar ist.

### Lokalverkehr

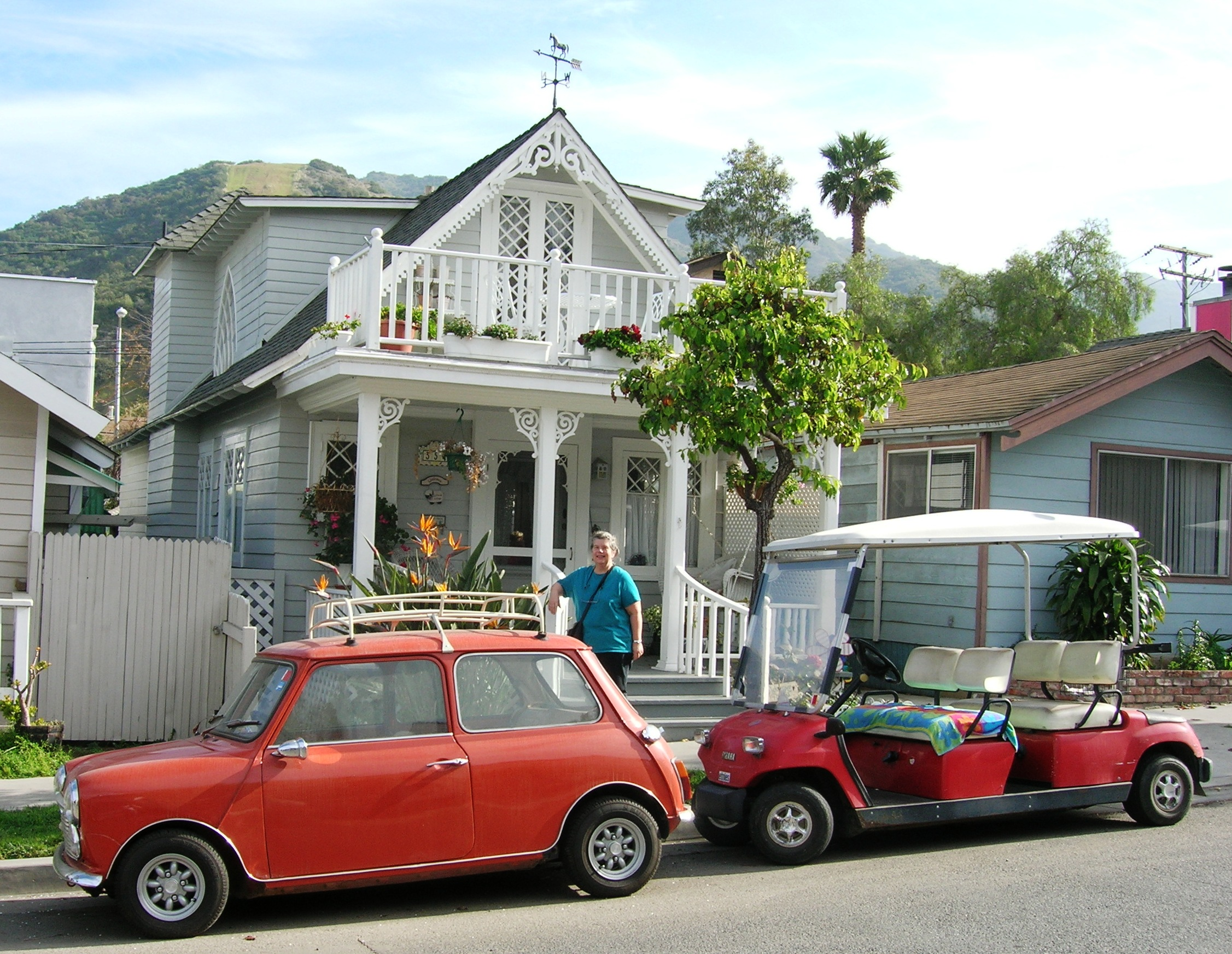
Kleinwagen und Avalon Autoette

Die Haupttransportart Avalons sind kleine benzinangetriebene Fahrzeuge, die Golf-Carts-ähnlich und dort unter dem Namen Avalon Autoette bekannt sind. 1979 wurde per Stadtverordnung beschlossen, dass jeweils für zwei Fahrzeuge, die aus dem Verkehr ausscheiden, ein neues Fahrzeug zugelassen werden kann. 2001 war auf den Catalina Islands ein Bestand von 1300 Golf Carts und einen Restbestand von 718 Autos. Besucher von Avalon können Mietfahrzeuge oder öffentliche Transportmittel nutzen.

## Persönlichkeiten
- Sylvester Donovan Ryan (* 1930), römisch-katholischer Geistlicher, Bischof von Monterey in California 1992–2006